# Москвин, Кирилл Леонидович
Кирилл Леонидович Москви́н (род. 4 января 1972 года) — российский кикбоксёр. Мастер спорта России международного класса (1998) по  кикбоксингу. Выдающийся спортсмен РБ (1997).

## Биография
Москвин Кирилл Леонидович родился 4 января  1972 года в Уфе. 
В 1994 году окончил Башкирский государственный педагогический институт.
Спортом занимался в спортивном клубе Уфимского государственного авиационного университета у тренеров   Э. Н. Нурмухаметова, Р. С. Саяпова, В. Д. Чистонова.
В 1994—2002 годах входил в сборную команду России.
Организовал клуб по боксу в Уфе.

## Достижения
- Чемпион мира (1997, 2000);
- Чемпион  Универсиады СНГ (1994, 1996);
- Ообладатель Кубков России (1995 — 1999);
- Бронзовый призёр чемпионата мира (2002);
- Чемпион мира (2003), Европы и России (оба — 2000) по кикбоксингу среди профессионалов.